# 阿德里安·菲利普

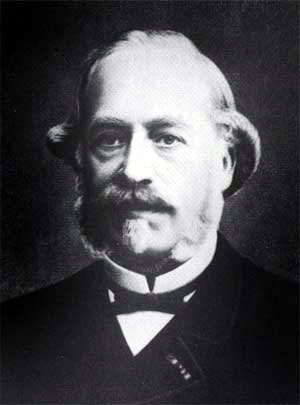
1880年左右时的阿德里安·菲利普

让-阿德里安·菲利普（法语：Jean Adrien Philippe，1815年4月16日—1894年1月5日），法国制表师、百达翡丽创始人之一。

## 早年生活
1815年4月16日，阿德里安·菲利普出生于法国拉巴佐什古埃的一个制表师家庭。 阿德里安·菲利普从父亲那里学习了最初的制表技术，而后开始在法国各地制表作坊做学徒。1837年又来到英国伦敦学习，于1839年返回法国，在巴黎定居。
1840年，阿德里安·菲利普开始制作机芯。1842年，发明了首个挂件式表冠上链器，史称“无钥上链机制（keyless winding mechanism）”。 1844年，他的发明在巴黎世博会上获得铜奖，并于1845年获得专利。

## 百达翡丽公司
在1844年的巴黎世博会上，阿德里安·菲利普遇见了安东尼·百达，并很快确立了合作意向。1845年5月，阿德里安·菲利普遇与安东尼·百达在瑞士日内瓦创立了“百达公司（Patek & Cie）”，继承了先前的“百达查皮克公司（Patek, Czapek & Cie）。
1851年1月1日，百达公司正式更名为“百达翡丽（Patek Philippe & Cie）”。 1866年，阿德里安·菲利普又发明滑动托架（活动主发条的末端）。
1877年，安东尼·百达逝世。1891年，76岁的阿德里安·菲利普退休，并将百达翡丽公司的管理权交给了他最小的儿子约瑟夫·埃梅里·菲利普（Joseph Emile Philippe），以及弗朗西斯·安东尼·孔蒂（Francois Antoine Conty）。 阿德里安·菲利普于1894年1月去世，葬于瑞士日内瓦。